# Mesochorus imitatus
Mesochorus imitatus là một loài tò vò trong họ Ichneumonidae.